# Aydilge
Aydilge Sarp (n. 25 iunie 1979, Kütahya, Provincia Kütahya, Turcia) este o scriitoare, poetă și compozitoare turcă.
Mama ei, de origine cercheză, Faika Özer, scrie poezie și romane, cu o lansare de peste zece cărți.    Aydilge a promovat examenul de admitere la Corul de copii TRT Radio ( TRT Radyosu Çocuk Korusu ) când avea opt ani. La vârsta de 14 ani a primit prima chitară electrică și a început să compună propriile cântece. Mai târziu, a cântat în baruri în timp ce a urmat școala secundară la Türk Eğitim Derneği Ankara Koleji . După ce și-a încheiat cu brio studiile la Cultura și Literatura Americană din Universitatea Bașkent din Ankara, s-a mutat la Istanbul . Aydilge a studiat radio, televiziune și cinema la Universitatea din Istanbul .,,,

## Scriitor
Aydilge a publicat primul ei volum de povestiri în 1998 sub titlul Kalemimin Ucundaki Düșler (Gânduri din condeiul meu). Primul ei roman, Bulimia Sokağı (Strada Bulemiei), publicat în 2002, a fost urmat de Altın Așk Vurușu (Impulsul iubirii de aur ) în 2004.... 

### Lucrări
- Kalemimin Ucundaki Düșler . Toplumsal Dönüșüm Yayınları, 1998. (nuvelă)
- Bulimia Sokağı . Remzi Kitabevi, 2002 (roman) [6]
- Altın Așk Vurușu . Everest Yayınları, 2004 (roman) [7]
- Așk Notası . Artemis Yayınları, 2011 (roman)

Primul album al lui Aydilge, intitulat Küçük Șarkı Evreni (Small Song Universe), a fost lansat în aprilie 2006 de EMI . Cântecele sunt un amestec curios de muzică rock și melodii orientale. Versurile au fost scrise și muzica compusă de Aydilge...

### Albume
Küçük Șarkı Evreni (Small Song Universe), 2006, EMI
1. Bu Gece Ben Ay (Aseara sunt Luna) 3:35
2. Tuğyan 3:51
3. Yalnız Değilsin (Nu ești singur) 3:39
4. Yanıyor (Arde) 3:31
5. Postmodern Așk (Postmodern Love) 2:41
6. Çal (Joaca) 4:16
7. Șiir (Poeme) 3:58
8. Gece (Noaptea) 3:16
9. Ninni (Cantic de leagăn) 3:37
10. Aynamdır (Luna este oglinda mea) 3:37

Sobe, 2009
1. Yollara Düșsem
2. Kalbim Hep Senle
3. Geri Dönmem
4. Yükseldin
5. Küçük Bir Renk
6. Canımla
7. Ah Bir Sevse
8. Güneș
9. Benim Aklım Sende

Kilit, 2011
1. Kilit
2. Takıntı
3. Kum
4. Așk Lazım
5. Söyle
6. Yollara Düșsem
7. Kalbim Hep Senle
8. Küçük Bir Renk
9. Güneș
10. Geri Dönmem

Yalnızlıkla Yaptım, 2013
1. Intro – Yükseliș
2. Așk Paylașılmaz
3. Yine Ben Așık Oldum
4. Yalnızlıkla Yaptım
5. İstanbul
6. Așk Acı Sever
7. Haberin Yok
8. Akıllı Bir Deli
9. Demode
10. Sorma

Kendi Yoluma Gidiyorum, 2018
1. Yeni Bașlayanlar İçin Așk
2. Sonsuz Sevgilim
3. Kendi Yoluma Gidiyorum
4. Yana Yana
5. Akșam Çöktü Kalbime
6. Oyunbozan
7. Hüzün Ülkesi
8. Kusura Bak, Bilerek Oldu
9. Gece Uyku Tutmazsa
10. Sade Șarkı
11. Gel Sarıl Bana

Evden Canlı Canlı, Vol. 2, 2020
1. Sen misin İlacım? (Acustic)
2. Yalnız Değilsin (acustica)
3. Bahçalarda Mor Meni (Gaziantep Yolunda) [Acustica]
4. Uzun İnce Bir Yoldayım (acustica)
5. Așk Yüzünden (acustica)
6. Hayat Șașırtır! (Acustic)
7. Gülmek Mümkün mü? (Acustic)
8. Sade Șarkı (acustica)
9. Akșam Çöktü Kalbime (acustica)

### Single
- 2010: Takıntı
- 2011: Akıllı Bir Deli
- 2011: Sorma
- 2012: Kaçsam Ege'ye
- 2014: Așka Gel
- 2015: Yangın Var [8]
- 2015: Gelevera Deresi
- 2015: Kiralık Așk (Sen misin İlacım? )
- 2016: Gel Sarıl Bana
- 2016: Așk Olmak
- 2017: Yo Yo Yo
- 2018: Gece Uyku Tutmazsa
- 2019: Așk Yüzünden (feat. Halil Sezai)
- 2019: Hayat Șașırtır!
- 2019: Bir Ayda Unutursun (cu Sehabe)
- 2020: Yalnızlık Masalı
- 2020: Nasıl İnansam?
- 2020: Bir Kedim Var
- 2021: Parmak İzlerin (feat. Birol Namoğlu)
- 2021: Bal Gibi
- 2022: Gecenin Haberi Var ( Tuna Kiremitçi ve Arkadașları, Vol. 3 )